# Casa del Comú de Das
La Casa del Comú de Das és un edifici situat al passeig de Rossend Arús del municipi de Das, a la comarca de la Cerdanya, a Catalunya. Aquesta obra està inclosa en l'Inventari del Patrimoni Arquitectònic de Catalunya.

## Història
Edifici cedit al poble de Das per Rossend Arús i Arderiu (1847-1891), periodista i dramaturg. A tots dos costats de l'entrada principal hi ha dues làpides amb inscripcions relatives a l'inici i l'acabament de les obres, i que fan menció del donant i de l'arquitecte que va dirigir les obres.
En els anys noranta del segle xx va estar en període de restauració. Ha tingut diverses utilitats; entre d'altres, la Casa del Comú.

## Descripció

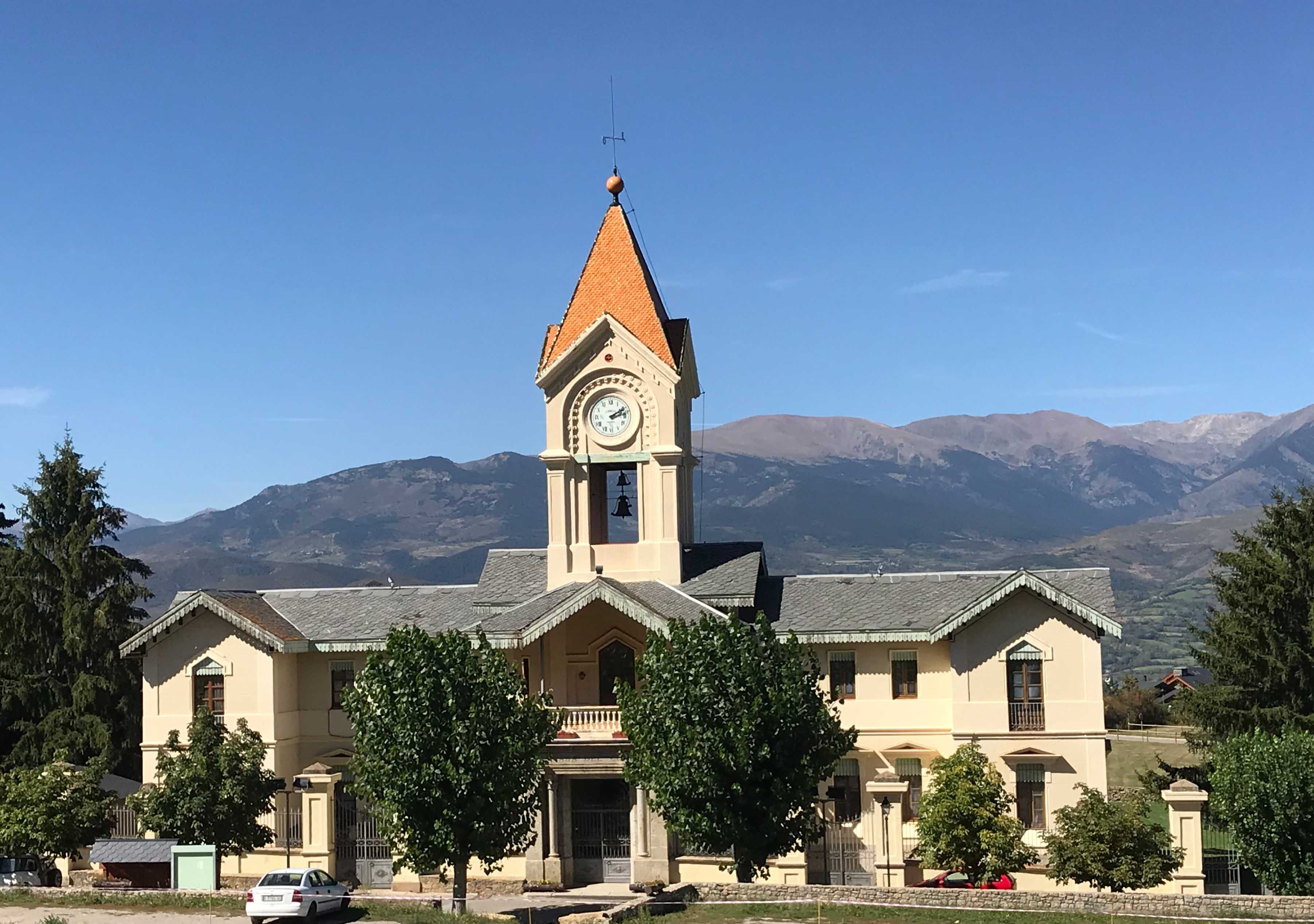

Construcció de planta baixa, pis i torre campanar. És un edifici de construcció simètrica, d'obra de fàbrica arrebossada.
El cos central consta d'una torre campanar, de planta quadrangular amb rellotge, amb coronació piramidal amb coberta de ceràmica vidriada i penell.
A la planta baixa hi ha una galeria central sostinguda per columnes de ferro colat. Té elements ornamentals de fusta als ràfecs i a les obertures. L'accés principal està construït amb elements classicistes. Presenta coberta de llosa.